# Beaucoudray
Ne doit pas être confondu avec le principal lieu-dit, Beau-Coudray, d'une autre commune de la Manche : Le Plessis-Lastelle
Beaucoudray (/bokudʁeː/) est une commune française, située dans le département de la Manche en région Normandie, peuplée de 136 habitants.

## Géographie
La commune est au sud-ouest du Pays saint-lois. Son bourg est à 6,5 km à l'ouest de Tessy-sur-Vire, à 6,5 km au nord-est de Percy et à 21 km au sud de Saint-Lô.
Le territoire est traversé par la route départementale no 13 reliant Villebaudon et Bréhal à l'ouest à Tessy-sur-Vire à l'est. Du bourg, on y accède par la D 452 qui rejoint au sud la D 208 permettant d'atteindre Montabot au sud. Partant de la D 13, la D 452 mène à Chevry (Manche) au nord-est. L'accès à l'A84 est à Pont-Farcy (échangeur 39) à 11 km à l'est.
Beaucoudray est en grande partie dans le bassin de la Vire, par trois de ses affluents ou sous-affluents : le Marqueran qui délimite le territoire au nord-ouest, le ruisseau du Moulin de Chevry qui collecte les eaux de la partie centrale du territoire, et le ruisseau de Beaucoudray qui marque la limite sud. Une partie sud-ouest du territoire alimente l'un des premiers affluents de la Soulles et fait donc partie du bassin de la Sienne.
Le point culminant (204 m) se situe au sud, près du lieu-dit Hôtel Soleil. Le point le plus bas (84 m) correspond à la sortie du ruisseau du Moulin de Chevry du territoire, au nord-est. La commune est bocagère.
| Moyon Villages (comm. dél. de Moyon)     | Moyon Villages (comm. dél. de Moyon) | Moyon Villages (comm. dél. de Moyon et Chevry)                                    |
| Villebaudon                              | Beaucoudray                          | Moyon Villages (comm. dél. de Chevry) Tessy-Bocage (comm. dél. de Tessy-sur-Vire) |
| Percy-en-Normandie (comm. dél. de Percy) | Montrabot                            | Montrabot                                                                         |

### Hydrographie
La commune est située dans le bassin Seine-Normandie. Elle est drainée par le Marqueran, le ruisseau de Beaucoudray, le ruisseau du Moulin de Chevry, le cours d'eau 06 de la Durandière, le cours d'eau 07 de la Huberdière et le fossé 01 de la Maison de Beaucoudray,,.
Le Marqueran, d'une longueur de 11 km, prend sa source dans la commune de Villebaudon et se jette  dans la Vire en limite de Tessy-Bocage et de Condé-sur-Vire, après avoir traversé six communes. 

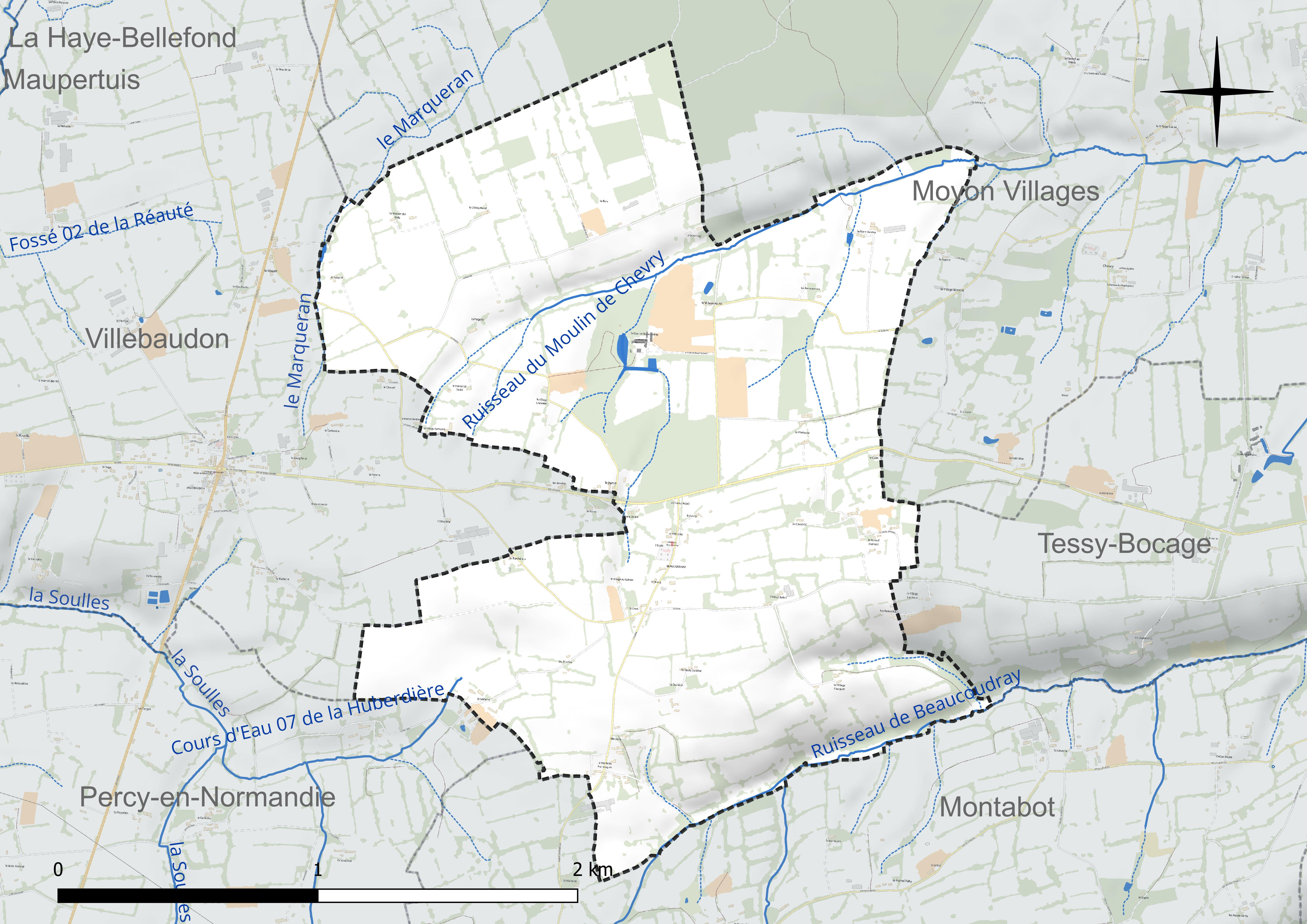
Réseau hydrographique de Beaucoudray.

### Climat
Pour des articles plus généraux, voir Climat de la Normandie et Climat de la Manche.
En 2010, le climat de la commune est de type climat océanique franc, selon une étude du CNRS s'appuyant sur une série de données couvrant la période 1971-2000. En 2020, Météo-France publie une typologie des climats de la France métropolitaine dans laquelle la commune est exposée à un climat océanique et est dans la région climatique  Normandie (Cotentin, Orne), caractérisée par une pluviométrie relativement élevée (850 mm/a) et un été frais (15,5 °C) et venté. Parallèlement le GIEC normand, un groupe régional d'experts sur le climat, différencie quant à lui, dans une étude de 2020, trois grands types de climats pour la région Normandie, nuancés à une échelle plus fine par les facteurs géographiques locaux. La commune est, selon ce zonage, exposée à un « climat contrasté des collines », correspondant au Bocage normand, bien arrosé, voire très arrosé sur les reliefs les plus exposés au flux d'ouest, et frais en raison de l'altitude.
Pour la période 1971-2000, la température annuelle moyenne est de 10,3 °C, avec une amplitude thermique annuelle de 12,1 °C. Le cumul annuel moyen de précipitations est de 1 081 mm, avec 14,9 jours de précipitations en janvier et 9,6 jours en juillet. Pour la période 1991-2020, la température moyenne annuelle observée sur la station météorologique la plus proche, située sur la commune de Cerisy-la-Salle à 13 km à vol d'oiseau, est de 11,5 °C et le cumul annuel moyen de précipitations est de 1 112,5 mm,. Pour l'avenir, les paramètres climatiques de la commune estimés pour 2050 selon différents scénarios d'émission de gaz à effet de serre sont consultables sur un site dédié publié par Météo-France en novembre 2022.

## Urbanisme

### Typologie
Au 1er janvier 2024, Beaucoudray est catégorisée commune rurale à habitat très dispersé, selon la nouvelle grille communale de densité à sept niveaux définie par l'Insee en 2022. Elle est située hors unité urbaine et hors attraction des villes,.

### Occupation des sols
L'occupation des sols de la commune, telle qu'elle ressort de la base de données européenne d'occupation biophysique des sols Corine Land Cover (CLC), est marquée par l'importance des territoires agricoles (99,4 % en 2018), une proportion identique à celle de 1990 (99,4 %). La répartition détaillée en 2018 est la suivante : zones agricoles hétérogènes (46 %), prairies (30,6 %), terres arables (22,8 %), forêts (0,6 %). L'évolution de l'occupation des sols de la commune et de ses infrastructures peut être observée sur les différentes représentations cartographiques du territoire : la carte de Cassini (XVIIIe siècle), la carte d'état-major (1820-1866) et les cartes ou photos aériennes de l'IGN pour la période actuelle (1950 à aujourd'hui).

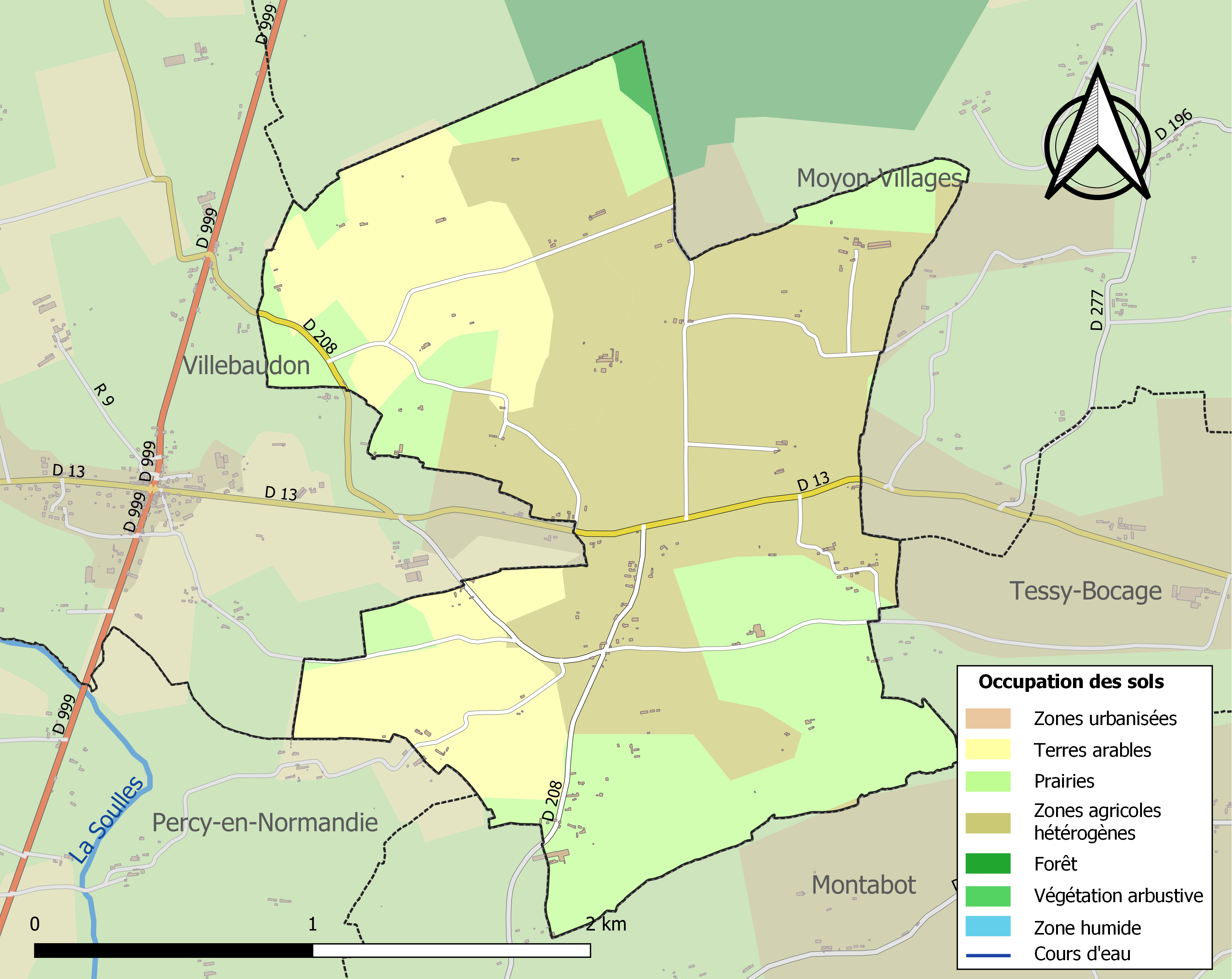
Carte des infrastructures et de l'occupation des sols de la commune en 2018 (CLC).

## Toponymie
Le toponyme est attesté sous les formes de Bello Coudreto au XIIe siècle, Belcodreio en 1186, Belcodreio en 1186 et Belluni Coriletum vers 1210.
Il a pour origine deux termes d'ancien français bel/beau et coldroi/couldray qui désignait un ensemble de noisetiers. Le coudrier est le nom local du noisetier. C'est de ce bois qu'est fait traditionnellement la baguette du sourcier : ainsi, dans les années 80, dans le bocage normand, on entendait parler les gens de "la baguette de coude".
 Beaucoudray doit donc se comprendre comme étant un lieu dont la principale caractéristique locale était la présence de ces arbustes.
Dans le même département de la Manche, on retrouve cette étymologie dans le nom de la localité de Saint-Clément-Rancoudray.
Le gentilé est Beaucoudrier.

## Histoire

### Moyen Âge
Jean de La Haie-Hue, premier seigneur de Beaucoudray connu, participa à la première croisade avec le duc de Normandie Robert Courteheuse.
Dans le livre des fiefs de Philippe Auguste, roi de France de 1180 à 1223, il est dit que le fief de Beaucoudray, avec celui de Villebaudon et de Laune, doit le service au château de Moyon.
Au cours le la guerre de Cent Ans, Jean de La Haye, seigneur de Beaucoudray, Villebaudon et Lengronne, resté fidèle au roi de France, vit ses terres confisquées et données en partages entre l'anglais Clifton et Pierre Baille.

### Époque contemporaine
En 1790, Julien Le Monnier représentait Beaucoudray à l'Assemblée primaire du canton de Tessy.

#### Seconde Guerre mondiale
Le 15 juin 1944 onze résistants du réseau P.T.T. sont fusillés.
En septembre 1949, Beaucoudray est citée à l'ordre de la Nation : « Village ravagé aux six dixièmes pendant la bataille de libération et dont la population a accepté ce sacrifice avec courage et abnégation ». Elle reçoit la croix de guerre avec étoile de bronze par décret du 11 novembre 1948.

## Politique et administration
| Période                                  | Période  | Identité                     | Étiquette | Qualité                                           |
| ---------------------------------------- | -------- | ---------------------------- | --------- | ------------------------------------------------- |
| 1897                                     | 1914     | Désiré Lohier                |           |                                                   |
| 1914                                     | 1919     | Pierre Canuet                |           |                                                   |
| 1919                                     | 1935     | Jules Bossard                |           |                                                   |
| 1935                                     | 1945     | Pierre Quesnel               |           |                                                   |
| 1945                                     | 1949     | Louis Ganne de Beaucoudrey   |           |                                                   |
| 1949                                     | 1959     | Jules Blouet                 |           |                                                   |
| 1959                                     | 1975     | Thérèse Ganne de Beaucoudrey |           |                                                   |
| 1975                                     | 1995     | Allyre Lohier                |           |                                                   |
| 1995                                     | En cours | Michel Ganne de Beaucoudrey  | DVD       | Expert foncier agricole, conseiller départemental |
| Les données manquantes sont à compléter. |          |                              |           |                                                   |

Le conseil municipal est composé de onze membres dont le maire et deux adjoints.

## Démographie
L'évolution du nombre d'habitants est connue à travers les recensements de la population effectués dans la commune depuis 1793. Pour les communes de moins de 10 000 habitants, une enquête de recensement portant sur toute la population est réalisée tous les cinq ans, les populations de référence des années intermédiaires étant quant à elles estimées par interpolation ou extrapolation. Pour la commune, le premier recensement exhaustif entrant dans le cadre du nouveau dispositif a été réalisé en 2006.
En 2022, la commune comptait 136 habitants, en évolution de +0,74 % par rapport à 2016 (Manche : −0,31 %, France hors Mayotte : +2,11 %).
Beaucoudray a compté jusqu'à 382 habitants en 1851.
| 1793 | 1800 | 1806 | 1821 | 1831 | 1836 | 1841 | 1846 | 1851 |
| ---- | ---- | ---- | ---- | ---- | ---- | ---- | ---- | ---- |
| 282  | 353  | 372  | 331  | 325  | 377  | 377  | 347  | 382  |

| 1856 | 1861 | 1866 | 1872 | 1876 | 1881 | 1886 | 1891 | 1896 |
| ---- | ---- | ---- | ---- | ---- | ---- | ---- | ---- | ---- |
| 363  | 356  | 354  | 314  | 304  | 287  | 285  | 242  | 243  |

| 1901 | 1906 | 1911 | 1921 | 1926 | 1931 | 1936 | 1946 | 1954 |
| ---- | ---- | ---- | ---- | ---- | ---- | ---- | ---- | ---- |
| 243  | 226  | 214  | 205  | 238  | 250  | 215  | 252  | 224  |

| 1962 | 1968 | 1975 | 1982 | 1990 | 1999 | 2006 | 2011 | 2016 |
| ---- | ---- | ---- | ---- | ---- | ---- | ---- | ---- | ---- |
| 228  | 188  | 169  | 131  | 119  | 129  | 141  | 156  | 135  |

| 2021 | 2022 | - | - | - | - | - | - | - |
| ---- | ---- | - | - | - | - | - | - | - |
| 133  | 136  | - | - | - | - | - | - | - |

## Lieux et monuments
- Église Saint-Laurent des XVIIIe siècle, en pierre, composé d'une nef et d'une tour en façade et clocher avec toit en bâtière. L'église abrite les statues du XVe d'une Vierge à l'Enfant en pierre polychromée, de saint Jean l'Évangéliste et d'une Vierge douloureuse en terre crue, ainsi qu'un maître-autel et retable du XVIIe, et une poutre de gloire du XVIe[25].
- Croix de cimetière en pierre du XVIIe siècle.
- Monument érigé à la mémoire des onze résistants du maquis de Villebaudon-Beaucoudray fusillés par les Allemands le 15 juin 1944[35].
- Château de la Maison de Beaucoudray du début du XIXe siècle.
- Socle de croix au lieu-dit La Croix et croix refaite auprès.
- Vieux puits en pierre.

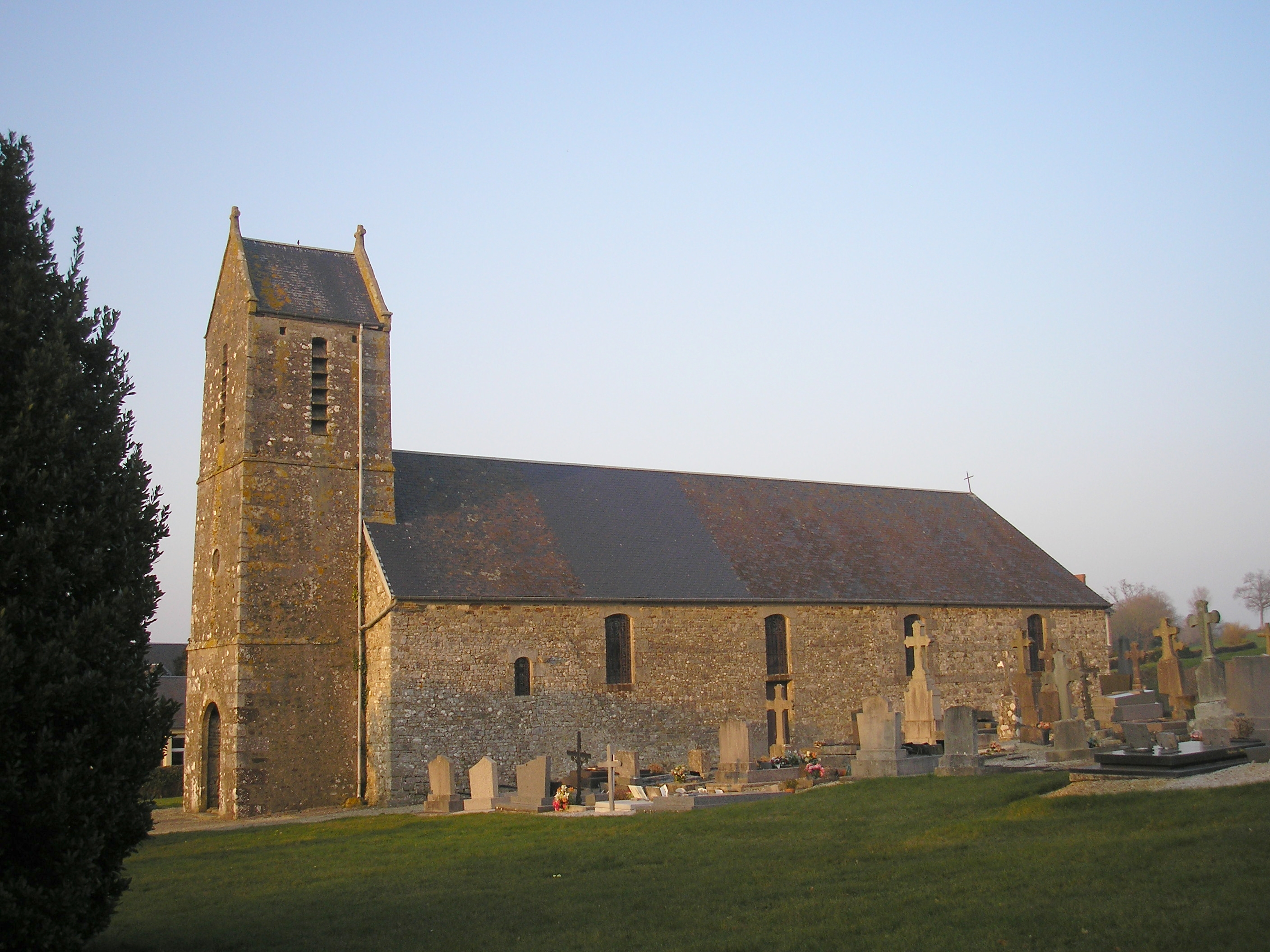
L'église Saint-Laurent. Vue sud.
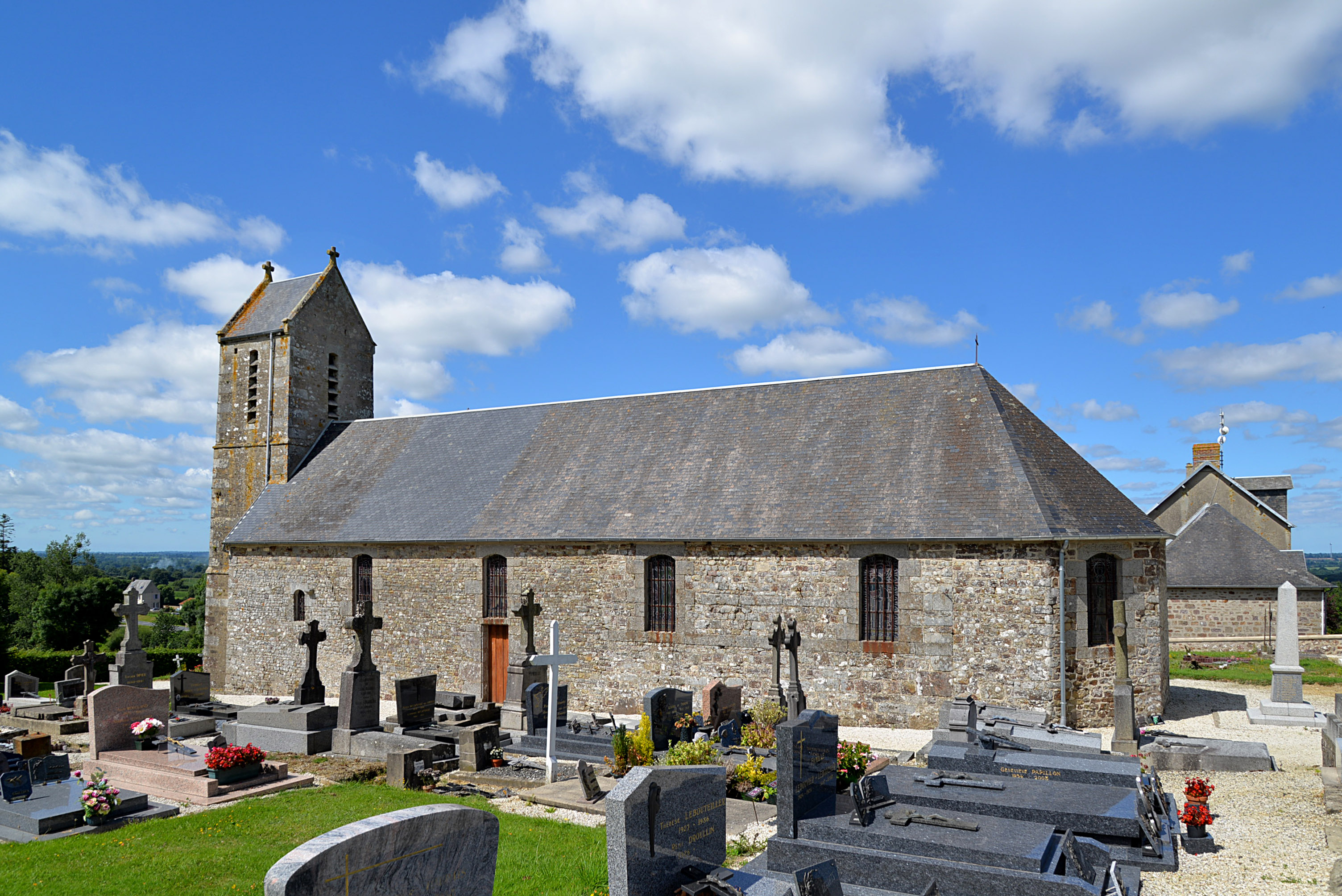
L'église Saint-Laurent. Vue sud-est.
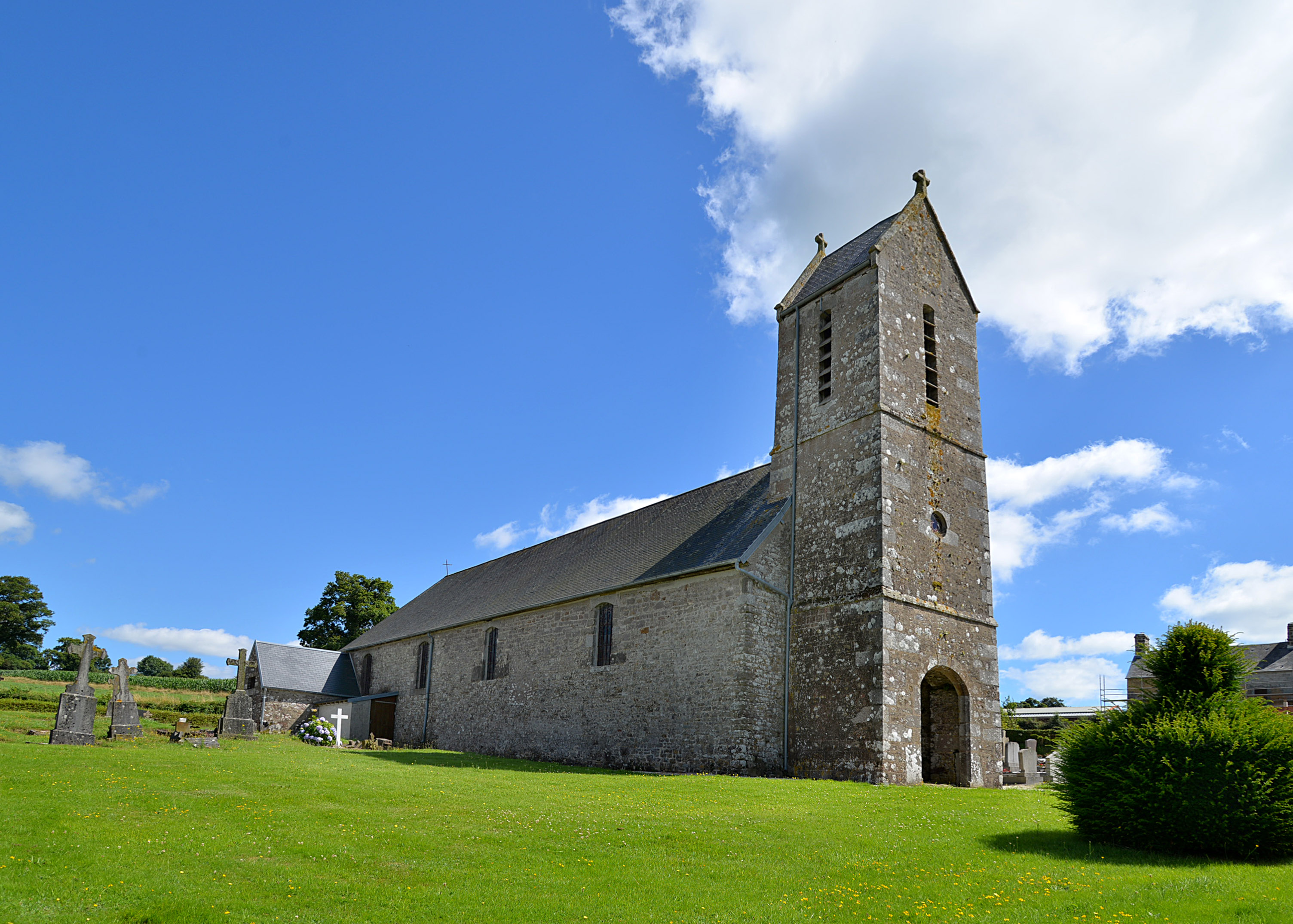
L'église Saint-Laurent. Vue nord-ouest.
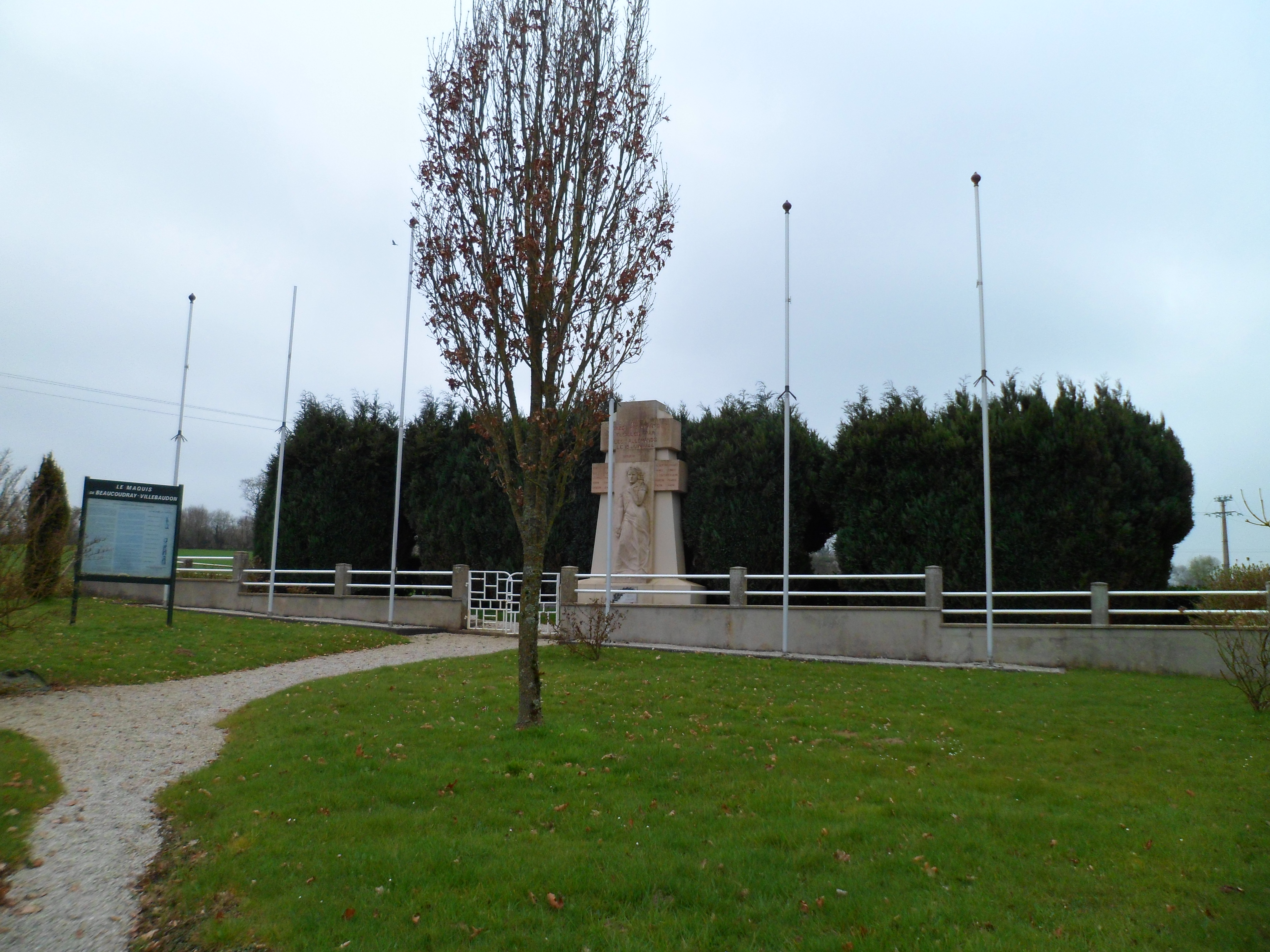
Le monument des fusillés.
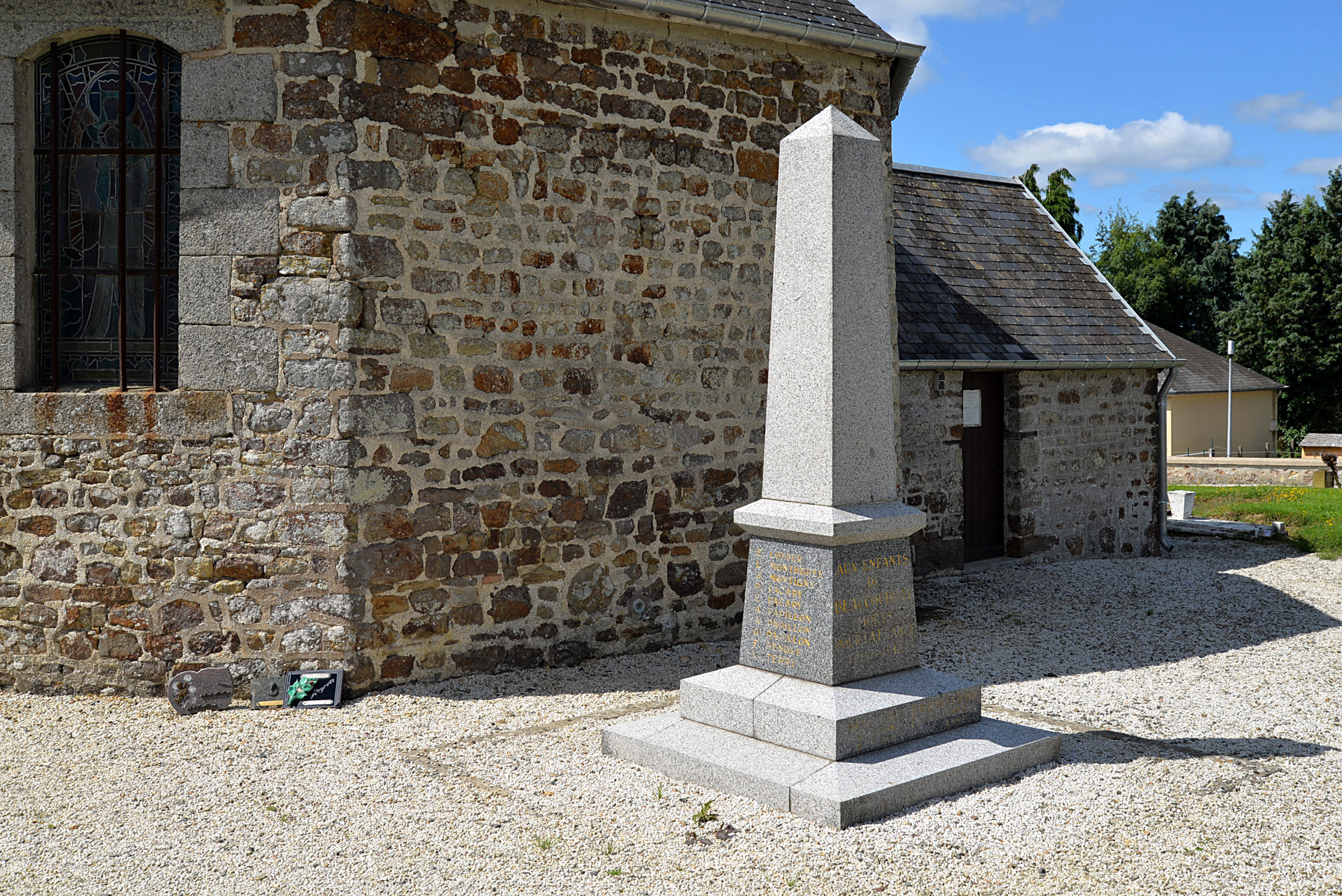
Le monument aux morts.

## Personnalités liées à la commune
- Famille Ganne de Beaucoudrey.